# بيتر بويد
بيتر بويد (بالإنجليزية: Peter Boyd)‏ هو لاعب الجسر ‏ أمريكي، ولد في 1950.